# Nikolaus Outzen
Nikolaus Outzen (* 31. Januar 1752 in Terkelsbüll bei Tingleff; † 5. Dezember 1826) war ein Geschichtsschreiber, Prediger und friesischer Sprachforscher.
Outzen war der Sohn von Jens Nissen, einem kleinen Landmann. Nach dessen frühem Tod wurde er von seinem Großvater mütterlicherseits aufgezogen, dessen Namen er annahm. Nach der Dorfschulzeit unterrichtete er selbst als Hilfslehrer und erhielt gleichzeitig Unterricht bei dem Ortspastor, bis er 1774 das Studium an der Christian-Albrechts-Universität in Kiel aufnehmen konnte. Nach einem dreijährigen Studium wurde er Hauslehrer bei Balthasar Münter in Kopenhagen, ehe er 1782 seine erste Pfarrstelle als Diakon in Burg auf Fehmarn antrat. 1787 wurde er Pastor in Breklum, wo er bis zu seinem Tod tätig war. Dort begann er sich mit der Sprache und Geschichte der Nordfriesen zu beschäftigen.
Ihm wurde am 25. Mai 1826 von Friedrich VI. das Ritterkreuz des Dannebrog-Ordens verliehen.

## Werke
- Lateinische Ode auf den Danebrogsorden. In: Gedichte 1 / Balthasar Georg Franzen. Friedrichsstadt 1812.

- Das angelsächsische Gedicht Beowulf, als die schätzbarste Urkunde des höchsten Alterthums von unserm Vaterlande. In: Kieler Blätter. Band 3, Nr. 1, 1816, S. 307–327 (bsb-muenchen.de [abgerufen am 10. September 2022]).

- Antiqvariske Bemaerkninger. In: Antiqvariske annaler. Band 3, Nr. 1, 1817, S. 105–150 (bsb-muenchen.de [abgerufen am 10. September 2022]).

- Ueber die älteste und neuere Geschichte unsrer Nordfriesen. In: Kieler Blätter. Band 5, Nr. 2, 1818, S. 253–292 (bsb-muenchen.de [abgerufen am 10. September 2022]).

- Ueber die friesische Abstammung der alten Dithmarscher. In: Kieler Blätter. Band 7, Nr. 1, 1819, S. 65–127 (bsb-muenchen.de [abgerufen am 10. September 2022]).

- Versuch einer gründlichen und unpartheyischen Beantwortung der merkwürdigen Preisaufgabe über die dänische Sprache im Schleswigschen, enthaltend die Geschichte derselben mit allen den wichtigeren Umständen und Vorfällen in einem jeden der vergangenen Zeitalter, von dem ersten an bis auf gegenwärtige Zeit, nach Anleitung der Haupt- und Neben-Fragen. In: Preißschriften die dänische Sprache im Herzogthum Schleßwig betreffend. Kopenhagen 1819 (mdz-nbn-resolving.de [abgerufen am 10. September 2022]).

- Ueber die richtige Ansicht und Würdigung der Verzeichnisse von den Kirchen in Nordfriesland, nach ihrem verschiedenen Alter. In: Staatsbürgerliches Magazin. Band 4, 1824, S. 172–189 (uni-kiel.de [abgerufen am 10. September 2022]).

- Forschungen zur genauern Prüfung der beiden alten topographischen Kirchen-Verzeichnisse und der Meyerschen Charten vom Alten Nordfrieslande. In: Staatsbürgerliches Magazin. Band 6, 1826, S. 126–164 (uni-kiel.de [abgerufen am 9. September 2022]).

- Forschungen zur genauern Prüfung der beiden alten topographischen Kirchen-Verzeichnisse und der Meyerschen Charten vom Alten Nordfrieslande (Fortsetzung). In: Staatsbürgerliches Magazin. Band 6, 1826, S. 338–404 (uni-kiel.de [abgerufen am 9. September 2022]).

- Untersuchungen über die denkwürdigsten Alterthümer Schleswigs und des Dannewerks. Altona 1826 (mdz-nbn-resolving.de [abgerufen am 10. September 2022]).

- Glossarium der friesischen Sprache, besonders in nordfriesischer Mundart, zur Vergleichung mit den verwandten germanischen und nordischen, auch mit zweckmässigem Hinblick auf die dänische Sprache. Kopenhagen 1837 (mdz-nbn-resolving.de [abgerufen am 9. September 2022]).